# Konsulatet
Konsulatet var den styreform, som herskede i Frankrig fra november 1799 til december 1804, dvs. den første franske republik under Napoleons styre. Han selv fungerede i hele perioden som Førstekonsul (svarende til præsident), en stilling som i 1802 blev forlænget til livstid.
Som medregenter havde han et par ekstra konsuler, som efterhånden blev skiftet ud. Perioden var præget af ro og organisering indadtil, udadtil afsluttedes Revolutionskrigene i 1802, men Napoleonskrigene nåede dog at bryde ud året efter.
Perioden blev afsluttet, da Napoleon i 1804 udnævnte sig selv til kejser.